# Artur Vitória
Artur Vitória (Porto, nascido a 18 de Março de 1952) é um escritor português.

## Educação
Licenciado em Direito pela Faculdade de Direito da Universidade de Lisboa  em 1974, é diplomado pelo Instituto de Defesa Nacional Lisboa, Portugal (1990).  
Dedicado à carreira académica, em 1980, tornou-se investigador no  Observatório de Relações Exteriores da Universidade Autónoma de Lisboa

## Livros publicados
- MAR, Encontro, Desencontro e Reencontro em co-autoria com António da Silva Ribeiro. | Prefácios por Henrique Gouveia e Melo, Amílcar Falcão. . Porto, Edições Esgotadas, 2024;  Portugal.

- Educação e Cultura Internacional . | Prefácios por Ives Gandra Martins. Porto, Edições Esgotadas, 2023;  Portugal.

- Ética, o Estado e a Pessoa   | Prefácio  por Ives Gandra Martins. . Porto, Edições Esgotadas, 2024;  Portugal.

- Ethics, The State and The Person  | Prefácio  por António da Silva Ribeiro, Porto, Edições Esgotadas, 2024;  Portugal.

- Manual Prático do Arrendamento. 3ª ed. Porto: Editora Porto Editora, 1988. | v. 1. 220p .   | por Juiz Conselheiro. Jorge Alberto Aragão Seia. Portugal. Portugal.

- Novo Arrendamento: Manual Prático. 3ª ed. : Editora Porto Editora, Porto,1996.  | Prefácio  por   Juiz Desembargador António Vasco de Faria. 1990 Portugal.

- Lei do Aumento das Rendas Habitacionais 6ª ed. : Editora Porto Editora, Porto,1996.  | Prefácio  por   Juiz Desembargador Jorge Aragão Seia. 1996 Portugal.

- Lei dos Subsídios das Rendas Habitacionais 3ª ed. : Editora Porto Editora, Porto,1987 Portugal.

## Condecorações
- Medalha de D. Afonso Henriques - Mérito do Exército  2.ª Classe com Louvor a 6 de Novembro 2015.
- Medalha da Cruz de São Jorge a 18 de Junho de 2020.

### Ordens Honoríficas
- Cavaleiro da  Ordem do Rio Branco a 7 de Dezembro de 2022.
- Cavaleiro da Ordem do Mérito Naval a 11 de junho de 2019.
- Oficial da Ordem do Mérito Naval a 11 de junho de 2021.
- Cavaleiro da Ordem do Mérito Aeronáutico a 23 de outubro de 2016.
- Oficial  Ordem do Mérito Aeronáutico a 23 de outubro de 2020